# Syberyjska Dywizja Strzelecka NKWD
Syberyjska Dywizja Strzelecka NKWD – jedna z dywizji piechoty wojsk NKWD z okresu II wojny światowej.
Została sformowana w październiku 1942 na Syberii. W styczniu 1943 przeformowano ją w 140 Dywizję Strzelecką Armii Czerwonej i przydzielono do 70 Armii.